# Pelham Crescent
Pour les articles homonymes, voir Pelham.
Pelham Crescent est un square georgien situé à South Kensington, à Londres, au Royaume-Uni. 

## Situation et accès

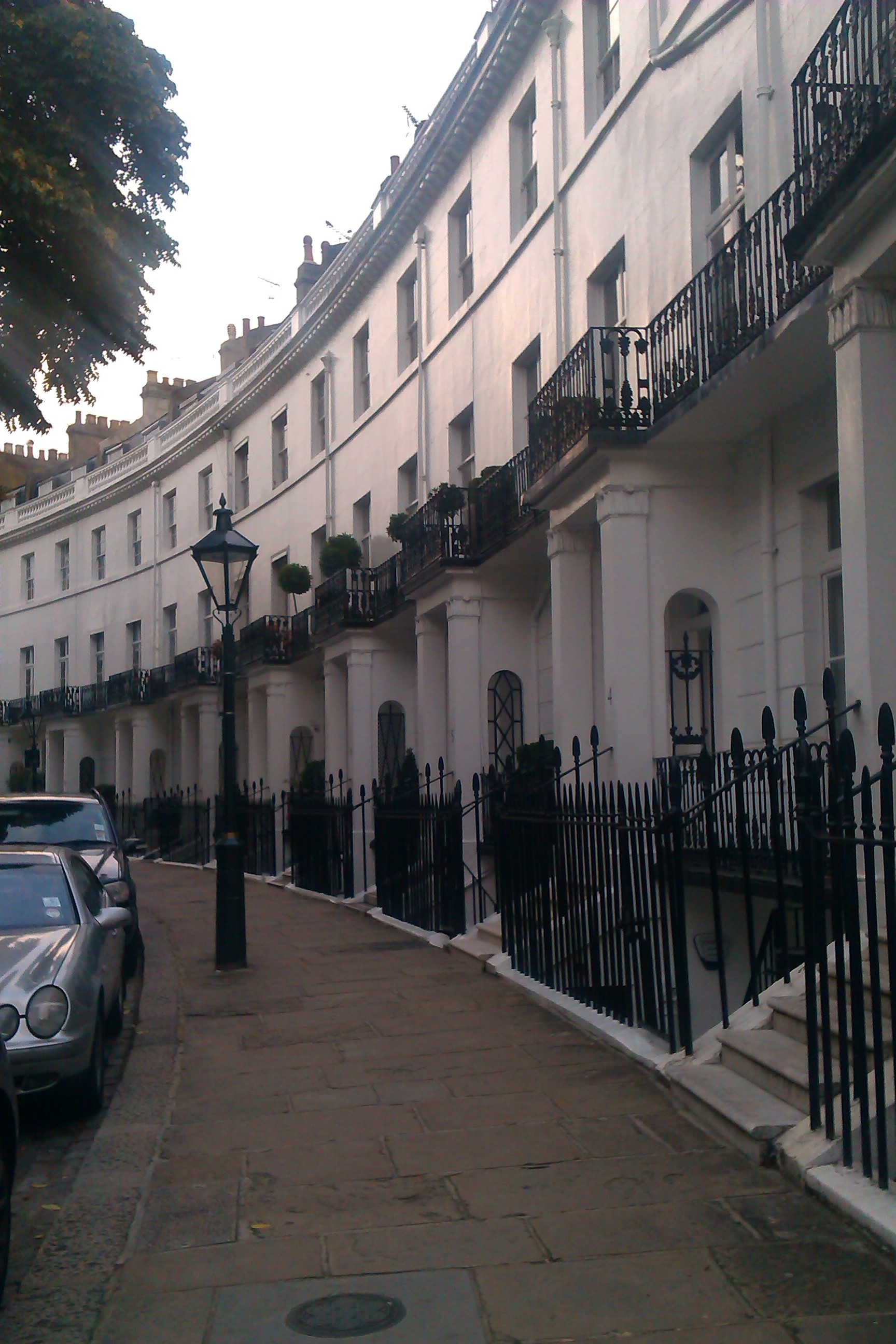
Nos 1-14, Pelham Crescent.

Pelham Crescent est situé dans le district de South Kensington. La station de métro la plus proche est South Kensington, où circulent les trains des lignes  Circle  District  Piccadilly.

## Origine du nom
Le nom du square évoque la mémoire d’Henry Pelham, comte de Chichester.

## Historique
La rue a été aménagée par l’architecte George Basevi vers 1840.

## Bâtiments remarquables et lieux de mémoire
Les numéros 1 à 14 et 15 à 27 sont des bâtiments classés dans la catégorie II *.
- Le numéro 22 hébergeait, durant la Seconde Guerre mondiale, des résistants belges dont Jean de Blommaert et Georges d'Oultremont. C'est dans cet appartement qu'à été en grande partie planifiée en 1943 la Mission Marathon avec Airey Neave du MI9[3].